# Fort St. John
Fort St. John es una ciudad canadiense situada en la provincia de Columbia Británica.

## Superficie
Fort St. John tiene una superficie de 32,67 km².

## Demografía
En 2021, tenía 21 465 habitantes, una densidad poblacional de 656,9 hab./km², y 10 004 viviendas.